# Буркард IV фон Фалкенщайн
Буркард IV фон Фалкенщайн (на немски: Burchard IV von Valkenstein; * ок. 1193; † 1215) е граф на замък Фалкенщайн в Харц и фогт на манастир Кведлинбург.

## Произход
Той е син на граф Ото I фон Фалкенщайн († 1208). Внук е на граф Буркард III фон Фалкенщайн († сл. юни 1179) и съпругата му фон Мансфелд (* ок. 1147). Брат е на Хойер фон Фалкенщайн († сл. 1154), граф на Фалкенщайн, и на Мехтилд фон Фалкенщайн († сл. 1161), абатиса на Св. Мариен.

## Фамилия
Буркард IV фон Фалкенщайн се жени ок. 1212 г. за графиня Кунигунда фон Райхенбах-Цигенхайн (* ок. 1180; † сл. 1207), дъщеря на граф Гозмар IV фон Райхенбах-Цигенхайн, катедрален фогт на Фулда († сл. 1193), или на неговия баща граф Бопо II фон Холенден, Райхенбах и Цигенхайн († сл. 1193). Те имат децата:
- Хойер фон Фалкенщайн († 1250/1251), граф на Фалкенщайн
- Мехтилд фон Фалкенщайн († сл. 1261)
- Ото II фон Фалкенщайн (* ок. 1214; † 1240), граф на Фалкенщайн, женен за графиня Хелен (Хелмбург) фон Бланкенбург (* ок. 1220; † 1257)
- Фридрих I фон Фалкенщайн († сл. 1238), граф на Фалкенщайн
- Остерлиндис фон Фалкенщайн († 1232), абатиса на Кведлинбург през 1231 г.